# 4e Oekraïense Front

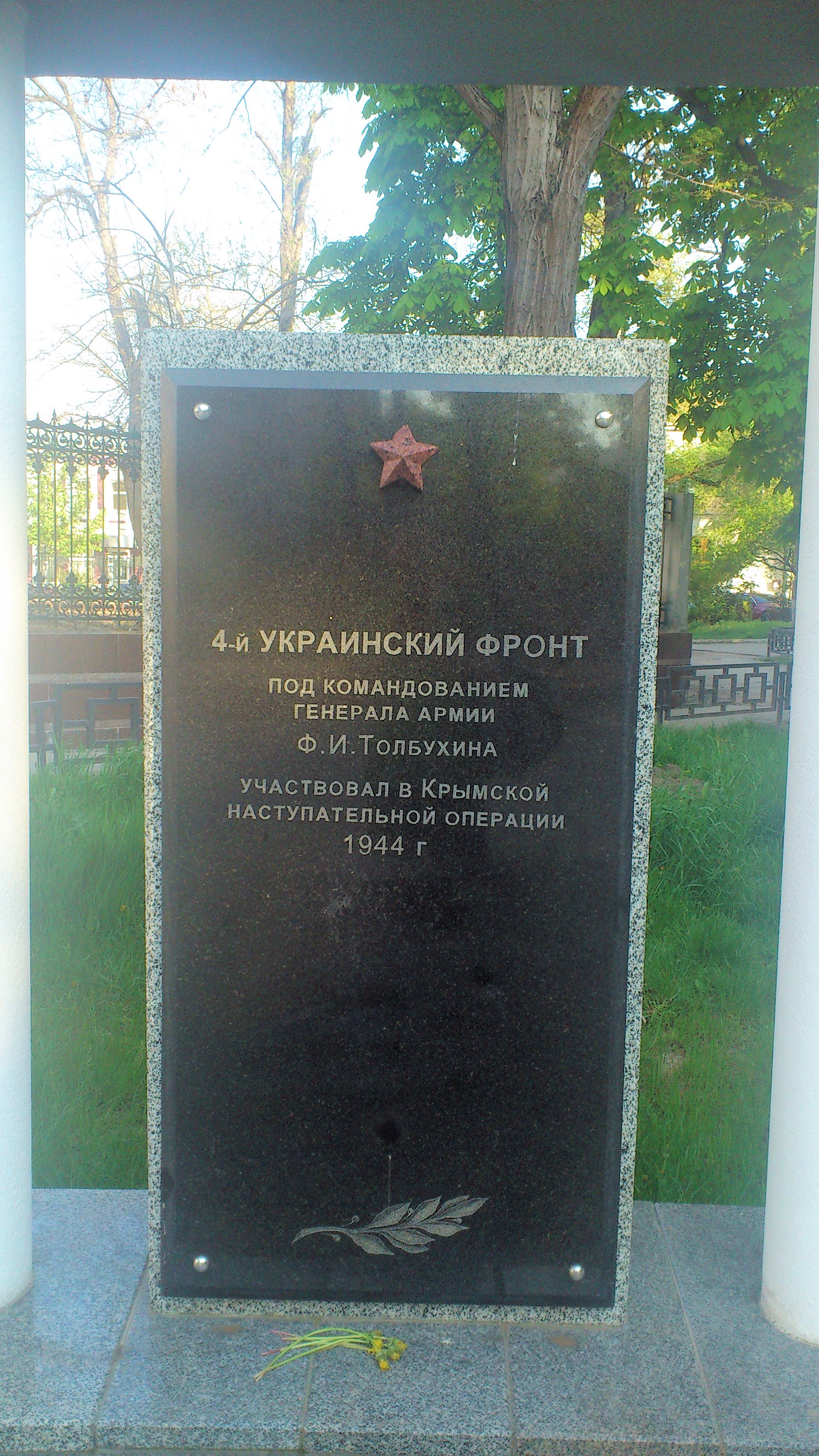
Gedenksteen voor de bevrijding van Simferopol

Het 4e Oekraïense Front (Russisch: Четвёртый Украинский фронт) was de naam van twee verschillende legergroepen (fronten) van het Rode Leger (Sovjet-Unie) tijdens de Tweede Wereldoorlog. Zij vochten van 20 oktober 1943 tot mei 1944 in Oekraïne en van 4 augustus 1944 tot 25 augustus 1945 in Tsjecho-Slowakije.

## 20 oktober 1943 tot mei 1944
Het front werd op 20 oktober 1943 opgericht vanuit het Zuidelijk Front met als nieuw doel om Oekraïne te bevrijden.
De commandant was generaal Fjodor Tolboechin.

### Veldslagen
Het front vocht in de Slag om de Dnjepr, de Slag om Kyiv en samen met de Zwarte Zeevloot de Slag om de Krim.
Toen de Krim bevrijd was in mei 1944 waren de doelstellingen bereikt en werd het front ontbonden.

### Slagorde op 1 april 1944
- 2e Gardeleger
- 51e Leger
- 8e Luchtleger

## 4 augustus 1944 tot 25 augustus 1945
Op 4 augustus 1944 werd het 4e Oekraïense Front opnieuw opgericht als afsplitsing van de linkervleugel van het  1e Oekraïense Front. De commandanten waren  generaal Ivan Jefimovitsj Petrov van 4 augustus 1944 tot maart 1945 en generaal Andrej Jerjomenko van maart tot mei 1945.

### Veldslagen
Het Front vocht in de Karpaten, de Slag bij de Duklapas, het offensief in Moravië en Ostrava en ten slotte het Praagoffensief.
Het 4e Oekraïense Front nam op 24 juni 1945 deel aan de overwinningsparade op het Rode Plein in Moskou.
Op 25 augustus 1945 werd het front opgeheven en ingevoegd in het Militair District Karpaten.

### Slagorde op 4 augustus 1944
- 1e Gardeleger
- 18e Leger
- 8e Luchtleger
- 1e Tsjecho-Slowaaks legerkorps vanaf november 1944
- 38e Leger vanaf november 1944
- 60e Leger vanaf maart 1945